# Adebayo Adeleye
Adebayo Adeleye (sinh ngày 17 tháng 5 năm 2000) là một cầu thủ bóng đá chuyên nghiệp người Nigeria hiện tại đang thi đấu ở vị trí thủ môn cho câu lạc bộ Hapoel Jerusalem tại Giải bóng đá Ngoại hạng Israel, và Đội tuyển bóng đá quốc gia Nigeria.

## Sự nghiệp thi đấu
Adebayo Adeleye đã gia nhập Hapoel Katamon năm 2018 từ B-United Football Academy, sau khi không thành công trong việc chơi ở Giải bóng đá Ngoại hạng Nigeria.
Vào tháng 8 năm 2019, Adeleye ra mắt chuyên nghiệp cho Hapoel Jerusalem trong trận thua 0-2 trước Hapoel Rishon LeZion. Mùa giải tiếp theo, anh đã giúp câu lạc bộ thăng hạng lên Giải bóng đá Ngoại hạng Israel với 19 trận giữ sạch lưới sau khi họ kết thúc với vị trí á quân ở Liga Leumit. Sau khi thăng hạng, anh ra mắt chuyên nghiệp vào tháng 8 năm 2021, giữ sạch lưới trong trận hòa 0–0 với Hapoel Nof HaGalil.

## Sự nghiệp quốc tế
Adeleye từng là thành viên của đội tuyển U-17 vào năm 2017 và U-20 Nigeria vào năm 2018. Tháng 6 năm 2022, anh được gọi triệu tập lên đội tuyển quốc gia nước này. Vào ngày 18 tháng 6 năm 2023, anh có trận ra mắt quốc tế, trong chiến thắng 3–2 trước Sierra Leone.